# Schloss Spangenberg
Schloss Spangenberg is een kasteel op een berg tussen de stad Spangenberg en het dorp Elbersdorf, in de Kreis Schwalm-Eder in de Duitse deelstaat Hessen.
De eerste bewoner was een ridder, Hermann von Treffurt (1235). Rond 1760 werd het kasteel als gevangenis in gebruik genomen. Daarna deed het kasteel nog dienst als een school voor adel. Momenteel is er een hotel-restaurant in het kasteel gevestigd.